# FC Stade Lausanne-Ouchy
FC Stade Lausanne-Ouchy – szwajcarski klub piłkarski, mający siedzibę w mieście Lozanna, na zachodzie kraju, grający od sezonu 2024/25 w rozgrywkach Swiss Challenge League.

## Historia
Chronologia nazw:
- 1901: FC Signal Lausanne
- 1926: FC Stade Lausanne  – po fuzji z Cercle des Sports
- 2001: FC Stade Lausanne-Ouchy – po fuzji z FC Ouchy-Olympic

Klub piłkarski FC Signal Lausanne został założony w Lozannie w 1901 roku, chociaż jego historia sięga poprzednika FC La Villa Ouchy, który powstał w 1895 roku i jako członek założyciel Szwajcarskiego Związku Piłki Nożnej rywalizował w pierwszym sezonie Serie A 1897/98, ale później grał głównie w niższych ligach.
Początkowo zespół grał najpierw w Sauvabelin (stąd nazwa "Signal"), w Pontaise, następnie na Avenue de Cour. Po zakończeniu I wojny światowej rywalizował w Série B. Groupe Ouest (D2). W sezonie 1922/23 liga zmieniła nazwę na Série Promotion, a zespół wygrał Groupe Ouest 2, ale przegrał w dwumeczu (1:1 pd., 0:2) z Étoile Carouge FC. W 1926 roku FC Signal Lausanne połączył się z Cercle des Sports, klubem omnisportowym utworzonym w 1907 roku i dał początek FC Stade Lausanne. Klub był mistrzem swojej grupy z serii awansów, przodka Challenge League, w 1929 roku, ale o włos zabrakło mu awansu do elity szwajcarskiego futbolu po porażce w meczach barażowych z FC Fribourg (2:4, 3:2, 1:3).
W sezonie 1930/31 druga liga otrzymała nazwę 2 Ligue. To był bardzo udany sezon dla klubu. W rundzie pierwszej zajął drugie miejsce w grupie Ouest 2, a w rundzie drugiej odniósł zwycięstwo w grupie Ouest 2. Następnie w barażach o promocję do pierwszej ligi z grupy zachodniej wygrał 3:2 i 6:1 dwumecz z FC Montreux-Sports i zdobył awans do najwyższej ligi. Jednak w następnym sezonie została utworzona Ligue Nationale (D1), do której zostały zakwalifikowane po 6 najlepszych zespołów z grup wschodniej, centralnej i zachodniej Serie A. Klub pozostał w 1 Ligue, która spadła na drugi poziom. W sezonie 1931/32 zespół zajął 8.miejsce w 1 Ligue. Groupe Est i został zdegradowany do 2 Ligue. Groupe Ouest' (D3). W sezonie 1944/45 poziom 2 Ligue został obniżony do czwartego stopnia. W następnym sezonie 1945/46 drużyna zakwalifikowała się do barażów, zwyciężając w grupie Promotion Groupe 1,2 et 3, i powróciła do 1 Ligue. Groupe Ouest (D3). Po zakończeniu sezonu 1951/52 zespół znów spadł do 2 Ligue. Groupe Ouest, w której grał do 1962 roku. W sezonie 1968/69 zajął 13.miejsce w 1 Ligue. Groupe Ouest, a potem przegrał 1:3 playoff z FC Stade Nyonnais i został oddelegowany do 2 Ligue. Groupe Ouest. Na trzecim poziomie potem grał jeszcze w latach 1975-1989 oraz 1991-2005.
W 2001 roku odbyła się fuzja klubu z FC Ouchy (zwanego także FC Ouchy Olympic), po czym klub otrzymał nazwę FC Stade Lausanne-Ouchy. W latach 2005–2014 zespół grał w 2 Ligue Interrégionale. Groupe 1, która w 2012 została obniżona do czwartego poziomu. W sezonie 2016/17 zespół najpierw zajął drugie miejsce w 1 Ligue. Groupe 1, a potem zwyciężył 3:0 w półfinale playoff z AC Bellinzona oraz 4:1 w finale z Lancy FC i awansował do Promotion League. W Lidze Promocyjnej klub grał tylko przez dwa sezony, a na koniec sezonu 2018/19 zwyciężył w lidze i bezpośrednio awansował do Challenge League (D2). Po zakończeniu sezonu 2022/23 wywalczył historyczny awans do Swiss Super League. Po zajęciu trzeciego miejsca w barażach pokonał 2:0 i 4:2 FC Sion.

## Barwy klubowe, strój, herb, hymn
|  |  |

Klub ma barwy czerwono-białe. Zawodnicy domowe spotkania zazwyczaj grają białych koszulkach, białych spodenkach oraz białych getrach.

## Sukcesy

### Trofea międzynarodowe
Nie uczestniczył w rozgrywkach europejskich (stan na 31-05-2023).

### Trofea krajowe
| \| \| Zdobyte trofea w rozgrywkach Szwajcarii (stan na: 31-05-2023) \| |                                                               |      |                                              |
| Rozgrywki                                                              | Osiągnięcie                                                   | Razy | Sezon(y)                                     |
| · Mistrzostwo                                                          | I miejsce                                                     | 0    |                                              |
| · Mistrzostwo                                                          | II miejsce                                                    | 0    |                                              |
| · Mistrzostwo                                                          | III miejsce                                                   | 0    |                                              |
| · Mistrzostwo                                                          | ?.miejsce                                                     | 1    | 2023/24                                      |
| Puchar                                                                 | zdobywca                                                      | 0    |                                              |
| Puchar                                                                 | finalista                                                     | 0    |                                              |
| Puchar                                                                 | 1/8 finału                                                    | 2    | 1945/46, 2021/22                             |
| II liga                                                                | I miejsce                                                     | 2    | 1928/29 (Ouest), 1930/31                     |
| II liga                                                                | II miejsce                                                    | 3    | 1922/23 (Ouest), 1927/28 (Ouest 2), 1928/29  |
| II liga                                                                | III miejsce                                                   | 4    | 1924/25, 1925/26 (Ouest 2), 2020/21, 2022/23 |
| Szwajcaria                                                             | Zdobyte trofea w rozgrywkach Szwajcarii (stan na: 31-05-2023) |      |                                              |

- 2 Ligue / 1 Ligue / Promotion League (D3):
  - mistrz (1x): 1977/78 (gr.A)
  - wicemistrz (5x): 1946/47 (Ouest), 1976/77 (gr.A), 1978/79 (gr.A), 1980/81 (gr.A), 2000/01 (gr.1)
  - 3.miejsce (3x): 1975/76 (Ouest), 1980/81 (Ouest), 1992/93 (gr.1)

## Poszczególne sezony

### Rozgrywki międzynarodowe

#### Europejskie puchary
Nie uczestniczył w rozgrywkach europejskich.

### Rozgrywki krajowe
| \| Szwajcaria \| Bilans występów klubu w rozgrywkach piłkarskich Szwajcarii (Stan na 31 maja 2023 r.) \| \| |                                                                                      |        |       |   |   |   |    |    |     |                                                                  |        |        |      |
| Poziom | Rozgrywki                                                                            | Sezony | Mecze | Z | R | P | B+ | B– | Pkt | Lata                                                             | Awanse | Spadki | Naj. |
| I | Série A / 1 Ligue / Ligue Nationale / Ligue Nationale A / Super League               | 1      |       |   |   |   |    |    |     | od 2023                                                          | 0      | 0      | ?    |
| II | Série B / Série Promotion / 2 Ligue / 1 Ligue / Challenge League                     | 17     |       |   |   |   |    |    |     | 1919–1932, 2019–2023                                             | 1      | 1      | 1    |
| III | 2 Ligue / 1 Ligue / Promotion League                                                 | 55     |       |   |   |   |    |    |     | 1932–1944, 1946–1952, 1962–1969, 1975–1989, 1991–2005, 2017–2019 | 1      | 5      | 1    |
| IV | Ligue / 2 Ligue Interrégionale / 1 Ligue                                             | 30     |       |   |   |   |    |    |     | 1944–1946, 1952–1962, 1969–1975, 1989–1991, 2005–2012, 2014–2017 | 5      | 1      | 1    |
| V | 2 Ligue Interrégionale                                                               | 2      |       |   |   |   |    |    |     | 2012–2014                                                        | 1      | 0      | 1    |
| | Puchar Szwajcarii                                                                    | 79     |       |   |   |   |    |    |     | od 1925/26                                                       | 0      | 0      | 1/8  |
| Szwajcaria                                                                                                  | Bilans występów klubu w rozgrywkach piłkarskich Szwajcarii (Stan na 31 maja 2023 r.) |        |       |   |   |   |    |    |     |                                                                  |        |        |      |

## Piłkarze, trenerzy, prezydenci i właściciele klubu

### Piłkarze

#### Aktualny skład zespołu
Stan na19 września 2023
| Nr | Poz. | Piłkarz                       |
| -- | ---- | ----------------------------- |
| 1  | BR   | Dany da Silva                 |
| 4  | OB   | Lucas Pos                     |
| 5  | OB   | Lavdrim Hajrulahu             |
| 6  | PO   | Giovani Bamba                 |
| 7  | NA   | Charles Abi                   |
| 8  | PO   | Romain Bayard                 |
| 9  | NA   | Zachary Hadji                 |
| 10 | PO   | Mergim Qarri                  |
| 11 | PO   | Maxence Renoud                |
| 14 | PO   | Ismaël Gharbi (wyp.z PSG)     |
| 15 | PO   | Emmanuel Essiam (wyp.z Basel) |
| 16 | PO   | Mischa Eberhard               |
| 17 | PO   | Alban Ajdini                  |
| 18 | PO   | Liridon Mulaj                 |
| 19 | OB   | Dylan Ouédraogo               |

| Nr | Poz. | Piłkarz              |
| -- | ---- | -------------------- |
| 20 | NA   | Nathan Garcia        |
| 21 | OB   | Linus Obexer         |
| 22 | OB   | Marc Tsoungui        |
| 23 | OB   | Rayan Kadima         |
| 24 | PO   | Edmond Akichi        |
| 27 | OB   | Lamine Gassama       |
| 28 | PO   | Elies Mahmoud        |
| 29 | OB   | Abdallah Ali Mohamed |
| 30 | BR   | Tristan Zesiger      |
| 31 | NA   | Florian Danho        |
| 49 | OB   | Sahmkou Camara       |
| 74 | BR   | Jérémy Vachoux       |
| 76 | PO   | Valon Hamdiu         |
| 77 | OB   | Michael Heule        |

### Trenerzy
...
- 2018-2020: Andrea Binotto
- 2020-2022: Meho Kodro
- od 2022: Anthony Braizat

## Struktura klubu

### Stadion
Klub piłkarski rozgrywa swoje mecze domowe na stadionie Stade Olympique de la Pontaise w Lozannie, który może pomieścić 15.850 widzów.

### Derby
- FC Lausanne-Sport
- Yverdon-Sport FC
- Servette FC